# Rhinocoeta cornuta
Rhinocoeta cornuta är en skalbaggsart som beskrevs av Fabricius 1781. Rhinocoeta cornuta ingår i släktet Rhinocoeta och familjen Cetoniidae. Inga underarter finns listade i Catalogue of Life.